# Box of Pin-Ups: The British Sounds of 1965
Box of Pin-Ups: The British Sounds of 1965 es una caja recopilatoria de varios artistas, publicada el 15 de octubre de 2021 por Grapefruit Records, subsidiaria de Cherry Red Records.

## Antecedentes
El 22 de agosto de 2021, se anunció la caja recopilatoria de 3 CDs Box of Pin Ups: The British Sounds of 1965. De acuerdo a Jack Clough, “1965 vio la revolución beat/R&B de los dos años anteriores torcida en formas nuevas y más ambiciosas a medida que el pop británico alcanzaba un increíble crescendo de sonido, con retroalimentación, fuzzboxes y (en el caso de Graham Bond) el Mellotron que se sumaban a la mezcla sónica.
El álbum fue nombrado después de la caja de pósteres Box of Pin-Ups de David Bailey.

## Recepción de la crítica
Ian Canty, contribuidor de Louder Than War, comentó: “Box of Pin-Ups es, al menos durante la gran mayoría de su tiempo de ejecución, una experiencia estimulante y fascinante que refleja los tiempos que cambian rápidamente que documenta”. Dave Thompson, escribiendo para la revista Goldmine, declaró: “No menos de 92 pistas están abarrotadas en los tres discos, y la calidad del sonido es fabulosa, cada pista sale del parlante como si acabaran de lanzarse las 45 originales – aquí hay una inmediatez en el trabajo que sería difícil duplicar de cualquier otro año, al menos en este tipo de cantidad, y el hecho de que la calidad nunca se queda atrás solo amplifica la emoción”. El crítico de AllMusic, Mark Deming, escribió: “Box of Pin-Ups: The British Sounds of 1965 no intenta argumentar que 1965 fue el mejor año en el rock y el pop del Reino Unido, pero una vez que hayas escuchado esto, es difícil imaginar que hubo alguno mejor, y esto es puramente agradable de principio a fin”.

## Lista de canciones
| Disco uno |                                                      |                               |          |  |
| N.º       | Título                                               | Artista                       | Duración |  |
| 1.        | «Midnight to Six Man»                                | The Pretty Things             | 2:18     |  |
| 2.        | «What'cha Gonna Do About It» (alternative version)   | Small Faces                   | 2:08     |  |
| 3.        | «I'm Rowed Out»                                      | The Eyes                      | 2:54     |  |
| 4.        | «Heart of Stone»                                     | The Hi Numbers                | 2:18     |  |
| 5.        | «Hey Gyp (Dig the Slowness)»                         | Donovan                       | 3:08     |  |
| 6.        | «Surprise Surprise»                                  | Lulu and the Luvvers          | 2:19     |  |
| 7.        | «The Facts of Life»                                  | The Spectres                  | 2:03     |  |
| 8.        | «Gloria»                                             | The Wheels                    | 2:41     |  |
| 9.        | «I Want Candy»                                       | Brian Poole and the Tremeloes | 2:24     |  |
| 10.       | «That's the Way It's Got to Be»                      | The Poets                     | 2:33     |  |
| 11.       | «Unto Us»                                            | The New Breed                 | 2:29     |  |
| 12.       | «Next in Line»                                       | The Birds                     | 2:43     |  |
| 13.       | «Tired of Trying, Bored with Lying, Scared of Dying» | Manfred Mann                  | 2:40     |  |
| 14.       | «This Strange Effect»                                | Dave Berry                    | 2:27     |  |
| 15.       | «Come Back Baby»                                     | Bluesology                    | 2:43     |  |
| 16.       | «Why Does It Go On»                                  | Rod Stewart                   | 2:44     |  |
| 17.       | «Fool Killer»                                        | Brian Auger & The Trinity     | 2:11     |  |
| 18.       | «Ev'rybody's Talking 'Bout My Baby»                  | The Beatstalkers              | 3:02     |  |
| 19.       | «Gotta Keep On Moving Baby»                          | The Game                      | 2:39     |  |
| 20.       | «Keep a Hold of What You've Got»                     | The Shots                     | 2:04     |  |
| 21.       | «Some Things Just Stick in Your Mind»                | Vashti Bunyan                 | 2:15     |  |
| 22.       | «I'll Be Doggone»                                    | The Searchers                 | 2:53     |  |
| 23.       | «Cos My Baby's Gone»                                 | The Kirkbys                   | 2:12     |  |
| 24.       | «Day Tripper» (live)                                 | The Baskervilles              | 2:45     |  |
| 25.       | «Done Me Wrong»                                      | The Couriers                  | 2:10     |  |
| 26.       | «Keep Me Covered»                                    | The Frays                     | 2:33     |  |
| 27.       | «Long Black Train»                                   | Blues Incorporated            | 2:59     |  |
| 28.       | «Let Me Show You How»                                | Glenn Athens & The Trojans    | 4:24     |  |
| 29.       | «I'm Leaving»                                        | The Mark Four                 | 3:30     |  |
| 30.       | «Crawdaddy Simone»                                   | The Syndicats                 | 3:14     |  |

| Disco dos |                                      |                                                 |          |  |
| N.º       | Título                               | Artista                                         | Duración |  |
| 1.        | «Evil Hearted You»                   | The Yardbirds                                   | 2:25     |  |
| 2.        | «No, No, No, No»                     | The Sorrows                                     | 2:34     |  |
| 3.        | «She Ain't No Good»                  | The Clique                                      | 2:20     |  |
| 4.        | «Land of One Thousand Dances»        | The Action                                      | 2:51     |  |
| 5.        | «I Can't Get Any Joy»                | The End                                         | 2:19     |  |
| 6.        | «Bad Tough Luck Girl» (live)         | The Iveys                                       | 2:19     |  |
| 7.        | «Put Yourself in My Place»           | The Hollies                                     | 2:40     |  |
| 8.        | «I Stand Accused»                    | The Merseybeats                                 | 2:47     |  |
| 9.        | «Love Potion No. 9»                  | Tony Jackson & The Vibrations                   | 2:04     |  |
| 10.       | «Too Many Things»                    | The Afex                                        | 2:18     |  |
| 11.       | «You Got What I Want»                | The Boys Blue                                   | 2:07     |  |
| 12.       | «She Just Satisfies»                 | Jimmy Page                                      | 2:02     |  |
| 13.       | «She Knows What to Do»               | The Artwoods                                    | 2:29     |  |
| 14.       | «Neighbour Neighbour»                | The Graham Bond Organization                    | 2:39     |  |
| 15.       | «Mercy Mercy»                        | The Athenians                                   | 2:22     |  |
| 16.       | «Leader of the Sect»                 | Downliners Sect                                 | 2:02     |  |
| 17.       | «Zing! Went the Strings of My Heart» | Rev. Black and the Rocking Vickers              | 2:09     |  |
| 18.       | «Hey Little Girl»                    | The Chasers                                     | 2:06     |  |
| 19.       | «The 'In' Crowd»                     | The First Gear                                  | 2:25     |  |
| 20.       | «Long Live Love»                     | Phillip Goodhand-Tait & The Stormsville Shakers | 2:31     |  |
| 21.       | «I'll Go Crazy»                      | Zoot Money's Big Roll Band                      | 3:43     |  |
| 22.       | «The Sporting Life»                  | The Mickey Finn                                 | 2:30     |  |
| 23.       | «Get Out of My Way»                  | Bo Street Runners                               | 2:43     |  |
| 24.       | «The Wizard»                         | Marc Bolan                                      | 1:46     |  |
| 25.       | «It's Just You»                      | The Uprooted                                    | 2:31     |  |
| 26.       | «Diamond Girl»                       | The Kingpins                                    | 2:34     |  |
| 27.       | «My Little Girl»                     | The Lemmings                                    | 2:49     |  |
| 28.       | «It's Alright»                       | The Uglys                                       | 2:16     |  |
| 29.       | «That's My Story»                    | The Nightshift                                  | 2:12     |  |
| 30.       | «Don't Lie to Me»                    | Four + One                                      | 1:52     |  |
| 31.       | «And My Baby's Gone»                 | The Moody Blues                                 | 2:21     |  |
| 32.       | «Reelin' and Rockin'»                | The In-Sect                                     | 2:23     |  |
| 33.       | «There You Go!»                      | Thee                                            | 1:44     |  |

| Disco tres |                                      |                              |          |  |
| N.º        | Título                               | Artista                      | Duración |  |
| 1.         | «It's My Life»                       | The Animals                  | 3:08     |  |
| 2.         | «Jump and Dance»                     | Carnaby                      | 2:37     |  |
| 3.         | «Bring It to Jerome»                 | David John & The Mood        | 2:12     |  |
| 4.         | «Get a Buzz»                         | The Pretty Things            | 4:00     |  |
| 5.         | «You Said»                           | The Primitives               | 2:19     |  |
| 6.         | «The Long Cigarette»                 | The Roulettes                | 3:02     |  |
| 7.         | «Why Must They Criticise»            | George Bean                  | 2:00     |  |
| 8.         | «Tell Me What You See»               | John Bryant                  | 2:18     |  |
| 9.         | «Where Is My Girl?»                  | Robb Storme and the Whispers | 2:34     |  |
| 10.        | «Tell Her No»                        | The Zombies                  | 2:06     |  |
| 11.        | «Baby Mine»                          | Five Steps Beyond            | 2:06     |  |
| 12.        | «I've Got a Way of My Own»           | The Hollies                  | 2:10     |  |
| 13.        | «She's About a Mover»                | Jimmy Royal and the Hawks    | 2:50     |  |
| 14.        | «What You Got»                       | The Eccentrics               | 2:58     |  |
| 15.        | «You're On Your Own»                 | The In Crowd                 | 2:19     |  |
| 16.        | «I Found Out»                        | The Cops 'n' Robbers         | 2:11     |  |
| 17.        | «I Wish You Would» (live)            | The Yardbirds                | 3:21     |  |
| 18.        | «Cops and Robbers»                   | The Richmond Group           | 3:56     |  |
| 19.        | «Forgive Me If I'm Wrong»            | The Silence                  | 4:05     |  |
| 20.        | «You Don't Know»                     | Arthur Brown & The Diamonds  | 3:35     |  |
| 21.        | «Wait for Me»                        | Les Fleurs De Lys            | 2:26     |  |
| 22.        | «I'll Give You Love»                 | Miki Dallon                  | 2:16     |  |
| 23.        | «Fannie Mae»                         | The Wild Oats                | 2:27     |  |
| 24.        | «Plenty of Love»                     | The Sheffields               | 2:22     |  |
| 25.        | «Honey What's Wrong»                 | The Betterdays               | 3:15     |  |
| 26.        | «Stupidity»                          | Guy Darrell                  | 2:13     |  |
| 27.        | «And Tears Fell»                     | The Clayton Squares          | 2:52     |  |
| 28.        | «Get Off of My Cloud»                | The Tomcats                  | 3:03     |  |
| 29.        | «Where Have All the Good Times Gone» | The Kinks                    | 2:51     |  |